# 도쿄도 제21구
도쿄도 제21구(東京都 第21区)는 일본의 중의원 선거구이다. 1994년 공직선거법으로 신설되었다.

## 지역
- 하치오지시 일부
- 다치카와시
- 히노시
- 구니타치시
- 다마시 일부
- 이나기시 일부